# 烏程文廟

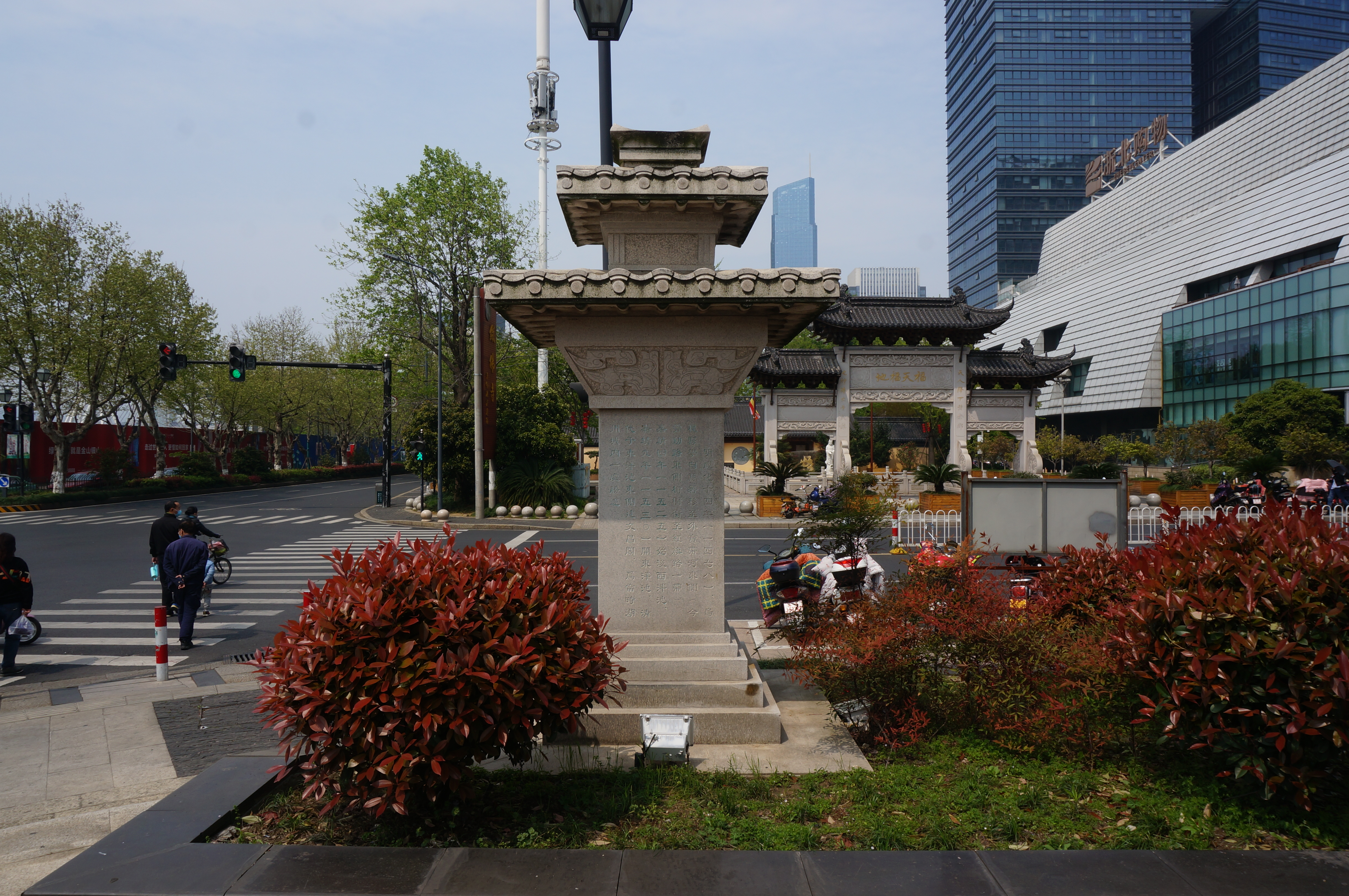
乌程县学旧址石阙，与鐵佛寺一路之隔

烏程文廟為舊時中国浙江湖州府附郭县烏程縣縣學文庙，位于今中国浙江省湖州市吳興區愛山街道勞動路（原有西河与街并行）以東、紅旗路（原名学前滩）以北、榆樹街以南的区域，原建筑已不存，其址现为新天地商贸中心，地块西北角立有「烏程縣學舊址」石阙一处。

## 歷史
乌程县学设立于北宋崇宁年间，最初附设于湖州州学，元后至元三年（1337）县丞宋文懿利用乌程县治东侧丞厅旧址单独兴建县学，明成化十四年（1478）知县魏琮迁至县治东三十步的泰定仓旧址重建，即今址。原文庙改为城隍庙，儒学则改为豫赈仓。
民国初年改为浙江省立第三师范学校（后并入浙江省立第三中学，称师范部），1958年12月改为嘉兴地区行政公署，1983年7月后为湖州市政府西大院，2002年10月市政府搬迁至仁皇山行政中心，时尚存东西泮池及泮桥，后原址被改建为新天地商贸中心，泮池泮桥亦无存。

## 建筑

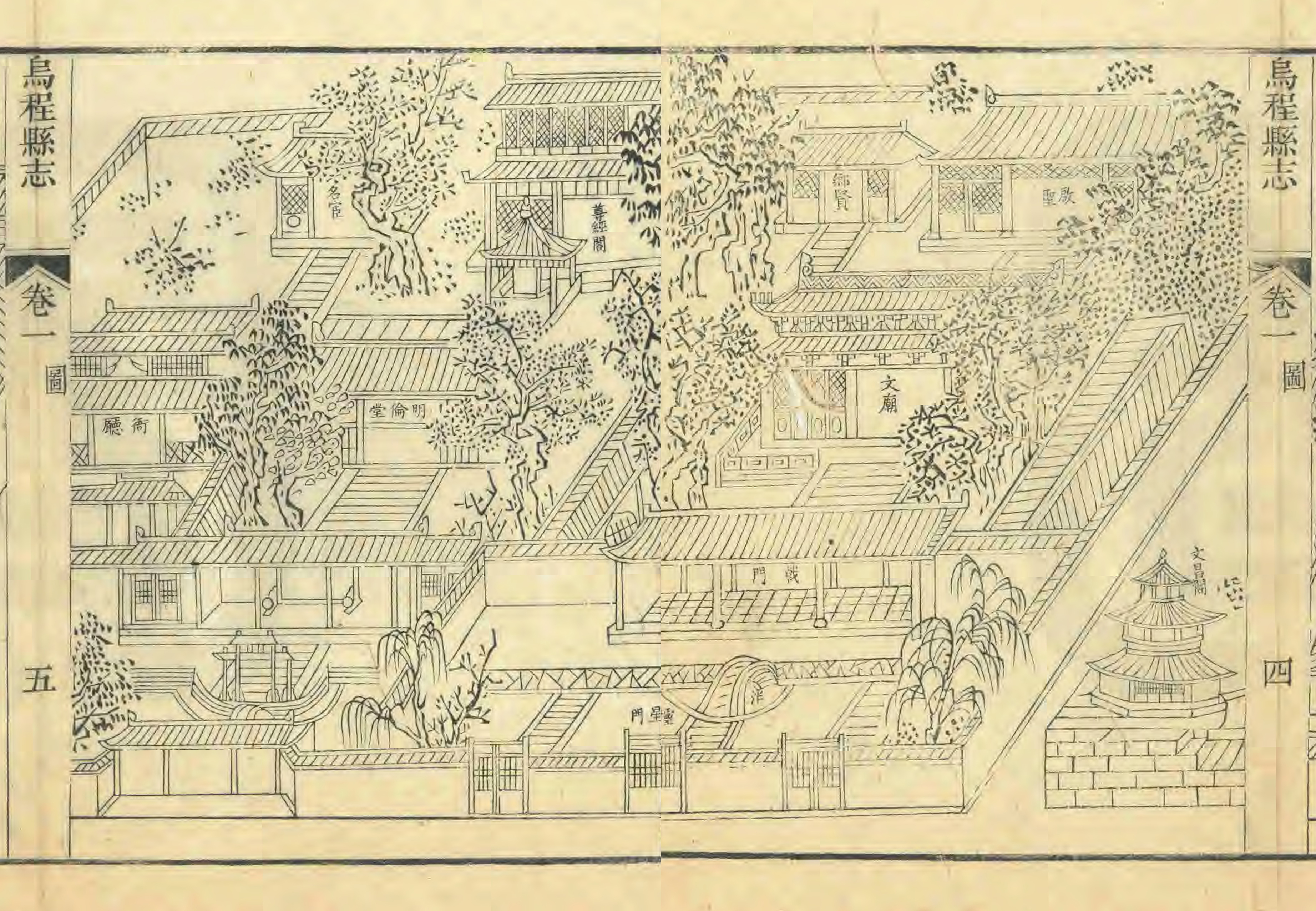
清乾隆十一年（1746）《烏程縣誌》學宮圖

据清乾隆十一年（1746）《乌程县志》记载及附图，乌程文庙位于湖州城中偏西，西河县桥东侧，学前滩与榆树街之间，与原西街西端的乌程县署（今湖州中心医院前）及乌程县城隍庙（西与县署相邻）相距不远。
原文庙占地约三十亩，布局为左庙右学，清康熙时庙南大街上东西各建有石牌坊一座，东题斯文在兹，西题多士维桢，东路孔庙依次为万仞宫墙、棂星门三间、东泮池泮桥（半圆形）、大成门三间、大成殿五间（前有东西庑各十间）和启圣祠（后改名崇圣祠），西路儒学依次为学门、西泮池泮桥（方形）、木牌坊（上题人文蔚起、为国树人）、仪门（东为文昌祠，西为土地祠）、明伦堂（前有居仁斋、由义斋各三间）、敬一亭和尊经阁五间（东有乡贤祠，西有名宦祠），院内另有忠义祠、教谕署和训导署等，院外东南建有文昌閣。
在鐵佛寺内尚存明天启年间《烏程馬邑侯重建明倫堂記》（年代已残缺，但县志中有“天启四年知县马思理修”的记载）和明《烏程縣重修儒學記》兩方相關的碑刻，均殘存前半段。

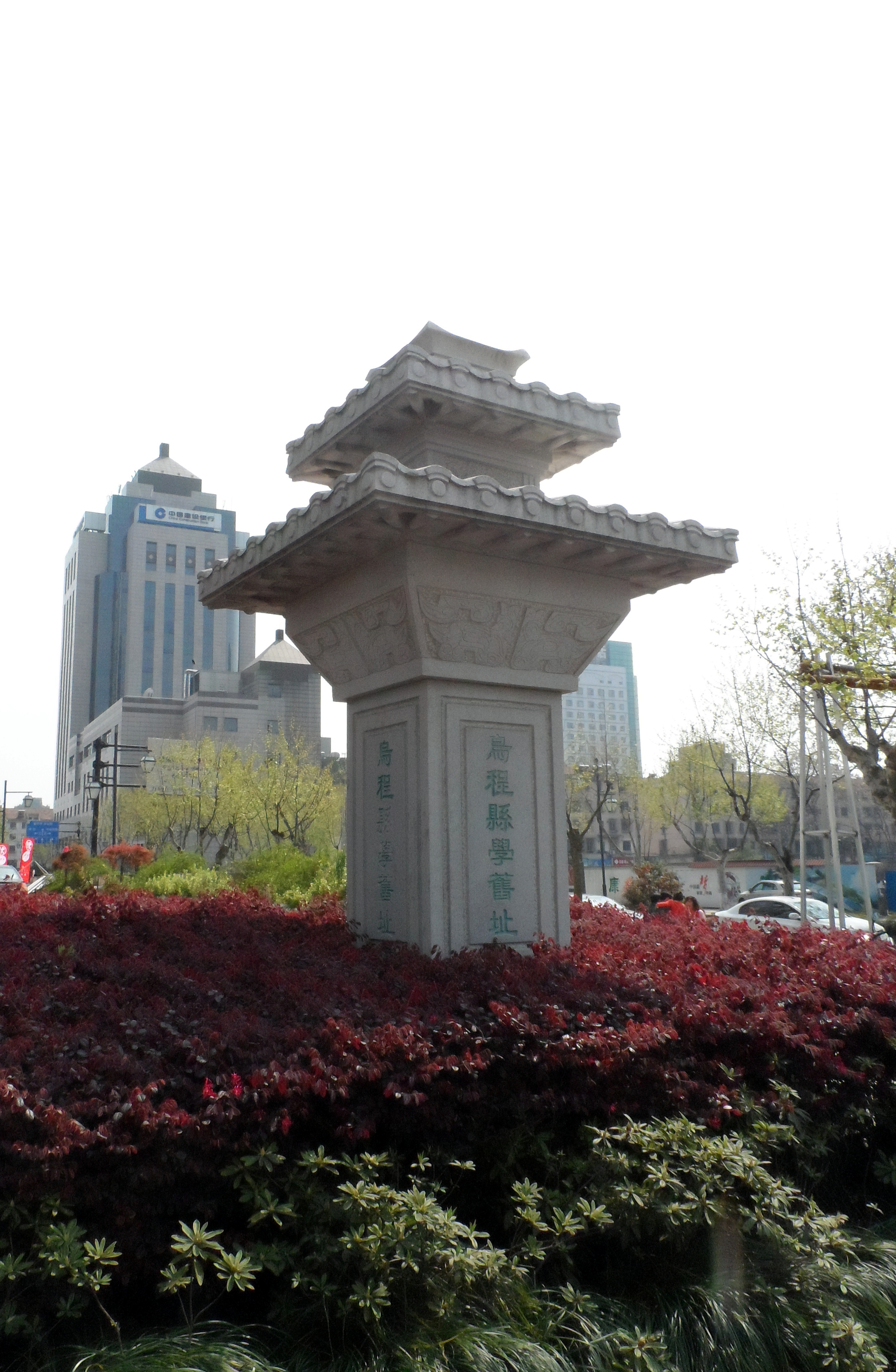
「烏程縣學舊址」石闕正面